# Bahía Roca Blanca
Bahía Roca Blanca (en inglés: White Rock Bay) es una bahía ubicada en la costa noreste de la isla Gran Malvina del archipiélago de las Malvinas, que según la Organización de las Naciones Unidas (ONU), está en litigio de soberanía entre el Reino Unido, quien la administra como parte del territorio británico de ultramar de las Malvinas, y la Argentina, quien reclama su devolución, y la integra en el departamento Islas del Atlántico Sur de la provincia de Tierra del Fuego, Antártida e Islas del Atlántico Sur.
Esta bahía se encuentra entre la punta Roca Blanca y la punta Jersey, en la zona de la boca septentrional del estrecho de San Carlos. Está rodeada por varias elevaciones, entre las que se destacan el monte Cabra al noroeste y los montes Jersey y Rosalía al sudoeste.